# Методы создания высокого вакуума
Первые исследования вакуума можно отнести ко временам Торричелли, когда после создания им манометра начались исследования так называемой Торричеллиевой пустоты, возникающей в ртутном манометре над поверхностью ртути. Долгое время шли споры о степени разрежения в этой области. Сейчас очевидно, что давление в этой области было около 10−3 мм рт.ст. (давление насыщенного пара ртути при комнатой температуре), что по современным классификациям относится к области низкого вакуума. Однако такой метод откачки хотя и даёт возможность создавать достаточно неплохой вакуум, достаточный для проведения некоторых экспериментов, однако откачивание таким методом значительных объёмов не представляется возможным. Кроме того для многих экспериментов необходим высокий (10−6) либо сверхвысокий (10−9) вакуум.
Для получения столь высокого вакуума используются специальные насосы (кроме того, для создания сверхвысокого вакуума необходимо использовать прогреваемые системы со специальными тефлоновыми или металлическими прокладками). Для получения высокого и сверхвысокого вакуума используется комбинированная откачка. Форвакуумная откачка осуществляется например механическим насосом, либо, если высоковакуумный насос является орбитроном, форвакуум создаётся криосорбционным насосом, который позволяет получить вакуум, достаточный для запуска высоковакуумных насосов.
Используется два типа высоковакуумных насосов: магниторазрядные и диффузионные.
Принцип работы магниторазрядных насосов основан на нескольких эффектах. Первый – это геттерные свойства свеженапыленной плёнки титана, захватывающей молекулы остаточных газов, что используется в насосах типа орбитрон, в которых осуществляется термическое распыление титана; или воздействие на ионизированные молекулы газа электромагнитным полем, распыляющее титан для создания свеженапыленной плёнки титана.
Диффузионный насос по принципу действия подобен пылесосу, использующемуся для побелки: поток молекул рабочего газа увлекает за собой молекулы остаточных газов.
Для создания сверхвысокого вакуума, как средство предварительной откачки, используются криосорбционные насосы, создающие вакуум, достаточный для запуска орбитронов. Принцип их работы основан на зависимости абсорбционных свойств материала от температуры. Для откачки геттер (газопоглотитель) охлаждается жидким азотом, при этом его геттерные свойства улучшаются и он активно абсорбирует газ, создавая вакуум.
Сверхвысокий вакуум можно получить в космосе при разгерметизации сверхпрочного баллона с последующим герметичным закрыванием этого баллона. Применение специальных фильтров, не позволяющих попасть в этот баллон микрочастицам космического вещества, позволяет получить чистый сверхвысокий вакуум, способы достижения которого в земных условиях пока не изобретены.

## Преимущества и недостатки различных типов высоковакуумных насосов
Диффузионные насосы были одними из первых типов насосов использовавшихся для создания вакуума, недостижимого для механических насосов. До создания термически стабильных синтетических масел, обладающих низким давлением насыщенных паров, рабочей жидкостью была ртуть, что вызывало затруднения, из-за активного взаимодействия ртути с металлами, особенно в области высоких температур. Кроме того ртуть токсична. После создания синтетических масел от ртути отказались, однако при этом возникли проблемы с термическим разложением масла и загрязнением им вакуумных систем. Серийные модели диффузионных насосов позволяют получать вакуум 10−4...10−5 мм рт. ст. При применении вымораживающей ловушки может быть достигнуто давление на порядок ниже. Преимуществами диффузионных насосов считают высокую скорость откачки, возможность использования без охлаждения жидким азотом, запуск при высоком давлении, возможность экспонирования в атмосфере остановленного насоса, отсутствие эффекта памяти и селективности откачки. Однако из-за загрязнения вакуумной системы маслом диффузионные насосы редко используются как средства предварительной откачки. Необходимость откачки форвакуумным насосом требует наблюдения за системой при остановке. Важным недостатком  является быстрый выход из строя ионизационных манометрических ламп из-за загрязнения системы маслом.
Гетерионные насосы. Насосы типа НОРД — позволяют получить давление 10−7 мм рт. ст. без загрязнения маслом если попадание паров масла из форвакуумного насоса сведено к минимуму использованием различных, в том числе и вымораживающих, ловушек. Однако насосы такого типа плохо откачивают масло, которое может попасть в систему при её откачке форвакуумным насосом, работают медленнее диффузионных, требуют много дорогостоящего титана и очень мощных, дорогих магнитов, работа с которыми требует осторожности, но позволяют получить высокий вакуум без загрязнения маслом. По сравнению с системами, откачиваемыми диффузионными насосами, используемые в гетерионных насосах для контроля вакуума ионизационные манометрические лампы работают намного дольше.
Насосы типа ОРБИТРОН можно назвать неполноценными НОРДами. Они позволяют получать более высокий вакуум – в прогреваемых системах можно достигать 10−9 мм рт. ст. В ОРБИТРОНах используется лишь один механизм связывания остаточных газов, основанный на геттерных свойствах свеженапылённой плёнки титана. Они лучше откачивают масло, поскольку обычно для создания форвакуума в них используются криосорбционные насосы и загрязнение системы маслом меньше, чем при использовании механических форвакуумных насосов. ОРБИТРОНы имеют более высокую скорость откачки по сравнению с НОРДами. К недостаткам можно отнести высокий расход титана и низкое давление запуска, что обуславливает необходимость использования криосорбционных насосов, требующих жидкий азот.
Криоадсорбционные насосы используются как средство предварительной откачки для запуска орбиронов. Главными недостатками являются необходимость использования жидкого азота и необходимость восстановления длительным вакуумным прогревом. Преимуществами считают низкое для форвакуумного насоса остаточное давление и полностью безмасляную откачку.
Указанные значения давлений ориентировочны, обычно вакуум определяется с точностью до порядка.

## Методы контроля вакуума
Для контроля высокого вакуума неприменимы методы измерения давления из области обычных и умеренно высоких давлений. Обычные методы контроля основаны на измерении силы, а в случае даже низкого вакуума придётся иметь дело с измерением малых сил или их разностей, хотя для давлений до 10−3 мм рт. ст. это ещё возможно при применении ртутных манометров специальных конструкций. Жидкостные манометры не могут измерить давление меньше давления насыщенных паров рабочей жидкости и могут быть источником загрязнений.
Для контроля форвакуума используют термопарные манометрические лампы. Принцип их работы основан на зависимости теплоотдачи от давления. Принципиальная конструкция их достаточно проста: термопарой контролируется температура нагреваемой от источника постоянного тока (обычно меньше 150 мА). Поскольку подвод тепла постоянен, температура проволоки определяется теплоотдачей, зависящей от давления. Лампы этого типа позволяют контролировать давление форвакуума и позволяют определить давление, при котором можно запускать высоковакуумные насосы. Преимущества: возможность экспонирования на атмосферу даже во включённом состоянии. Загрязнение вакуума маслом незначительно портит лампы этого типа. Однако их использование невозможно для контроля высокого вакуума.
Для контроля высокого вакуума, в котором и производится напыление, применяются ионизационные типы манометрических ламп, у которых ионизационный ток зависит от степени вакуума. За счёт разогрева катод эмитирует электроны; благодаря напряжению между катодом и анодом электроны ускоряются и ионизируют молекулы остаточных газов. По развиваемому току можно судить о вакууме. К недостаткам этих ламп можно отнести выход из строя не только от загрязнения маслом или экспонирования работающей лампы на атмосферу, но и необходимость включения в форвакууме.
Показания ламп обоих типов зависят от многих трудно учитываемых и плоховоспроизводимых условий, однако для многих экспериментов они обеспечивают достаточную точность.
Для контроля вакуума в случае использования гетерионных насосов можно использовать их ионный ток, который связан со степенью вакуума. С допустимой в области их работы (но не в области запуска) точностью можно считать ток обратно пропорциональным давлению в насосе. Присутствующая в выражении для зависимости тока от давления константа определяется с использованием показаний ионизационных манометрических ламп. Недостатком этого метода контроля является то, что измеряется давление в насосе, – оно может значительно отличаться от давления в откачиваемой системе. Но при таком способе контроля можно значительно уменьшить износ ионизационных ламп.

## Особенности создания сверхвысокого вакуума
Остаточное давление в системе определяется:
1. Скоростью откачки и остаточным давлением обеспечиваемым насосами;
2. Натеканием газа в систему.

В области высокого вакуума остаточное давление в основном определяется типом используемого насоса, однако в области сверхвысокого вакуума важной становится десорбция конструктивными элементами системы газов, абсорбированных при экспонировании на атмосферу.
Для получения сверхвысокого вакуума необходим предварительный прогрев (обезгаживание). Поскольку нагрев осуществляется до максимально возможных температур, при этом возникают:
1. Деформация деталей системы вследствие разницы температурных коэффициентов расширения, например металла и стекла;
2. Термическая нестабильность прокладок.

Если первый вопрос успешно решается подбором материалов с малыми, либо близкими коэффициентами температурного расширения, то нестабильность полимерных прокладок является фактором, ограничивающим температуру прогрева. При больших температурах начинается разложение прокладок и вместо обезгаживания получаем загрязнение. Одним часто используемых и из наиболее стабильных полимеров до температур порядка 300 градусов, является тефлон (фторопласт, тетрафторэтилен), однако он способен течь при приложении давления. Для работы с вакуумом выше 10-9 мм рт. ст. чаще применяются металлические прокладки, но при их использовании возникают сложности при открывании и герметизации системы. Однако для создания «рекордного» вакуума (10−11 мм рт. ст.) использование таких прокладок является единственно возможным.